# Марко Килибарда
Марко Килибарда (Приштина, 4. маја 1998) српски је фудбалер који тренутно наступа за ОФК Београд.